# 金景淑
金景淑（： Gim Gyeong Sook，1990年4月23日—），藝名跆美（： Tae Mi），韓國女演員及世界跆拳道冠軍得主，曾以本名作為DR Music旗下組合RANIA第1代預備成員練習，現為K-Tigers Zero一員。

## 演出作品

### 電視劇
- 2015年：KBS《Healer》飾 姜黛容
- 2017年：SBS《我的野蠻女友》飾 星兒

### 電影
- 2011年：《泡菜拳霸》 飾 Taemi

### 綜藝
- 2015年11月1號 Running Man
- 2015年11月8號 Running Man

## 外部連結
- 官方網站
- 金景淑的Facebook專頁
- 金景淑的X（前Twitter）